# 诺玛超市
诺玛（德語：Norma）是一家德国廉价超市系列连锁店的商标名称，一般的店面规模通常较小，主要销售食品为主的小型日用消费品，德国人常将之归类为“食品打折店”（Lebensmittel-Discounter）。如今，诺玛在德国、法国、奥地利、捷克有1400多家分店，日常食品种类约800种。

## 历史
最初，诺玛由1921年建立的位于德国巴伐利亚州菲尔特的企业“Georg Roth”在大约1950年代所派生出来。1980年代诺玛已经从一家地区性的打折店发展成为一家跨国经营企业。现在的诺玛名称来自于“Georg Roth”的故乡纽伦堡（拉丁语：Noricum）的前三个字母Nor以及老德国人对小商店的称呼Markt的组合。

## 企业哲学
“不仅仅是省钱”和“高品质、低价位”。

## 其他
诺玛超市连同其他德国著名连锁超市（如：奥乐齐超市、Plus超市、Marktkauf超市、瑞艾超市等），常常作为零售业市场研究的对象。

## 网络链接
- 诺玛超市（德国）（页面存档备份，存于）